# Андерс Люрбрінг
Андерс Люрбрінг  (швед. Anders Lyrbring, 21 березня 1978) — шведський плавець, олімпійський медаліст.

## Виступи на Олімпіадах
| Олімпіада    | Дисципліна                      | Місце |
| ------------ | ------------------------------- | ----- |
| Атланта 1996 | естафета 4 × 200 вільним стилем | 2     |

## Зовнішні посилання
- Досьє на sport.references.com [Архівовано 3 листопада 2012 у Wayback Machine.]